# Hopak
Hopak (auch: Gopak, ukrainisch гопак) ist ein ukrainischer Volkstanz, der aus der Zeit der Saporoscher Kosaken stammt. Hopak wird individuell, in Paaren oder in größeren Gruppen in hohem Tempo getanzt. Der Hopak-Tanz enthält schnelle Drehungen und Sprünge, die von Männern ausgeführt werden. Elemente des Hopaks wurden in einige Opern und Ballette eingegliedert wie bei Der Jahrmarkt von Sorotschinzy von Modest Mussorgski. Das Wort Hopak kommt aus dem ukrainischen hopaty, was „springen“ heißt, oder vom Ausrufewort Hop!, das eine Aufforderung zu springen oder schnelle Bewegung bedeutet.
In den 1980er Jahren ist eine neue ukrainische Kampfkunst entstanden, Kampfhopak genannt. Sie verbindet einige Elemente des Hopaks mit östlichen Kampfkunsttechniken.